# Crenicichla multispinosa
Crenicichla multispinosa is een straalvinnige vissensoort uit de familie van de cichliden (Cichlidae). De wetenschappelijke naam van de soort werd voor het eerst geldig gepubliceerd in 1903 door Jacques Pellegrin.
- @13:21 Beelden in het wild in Suriname De vis komt graag bij stroomversnellingen voor.